# Colonel Abrams
Colonel Abrams, suo nome anagrafico (Detroit, 25 maggio 1949 – New York, 24 novembre 2016), è stato un cantante statunitense, noto per il brano Trapped ed altri successi degli anni ottanta.

## Biografia
Iniziò a suonare chitarra e pianoforte in giovanissima età. Fece parte degli Heavy Impact, un gruppo cui facevano parte anche Joe Wells e Lemar Washington (chitarra), Harry Jones e Tony Molière (tromba), Ronald Simmons (percussioni), Barbara Mills (sassofono) e Marston 'Buffy' Freeman (basso). Nel 1976 formò il gruppo 94 East, che in seguito contribuì a lanciare Prince.
Divenne noto nell'ambiente newyorkese underground grazie al brano Music is the Answer del 1984 con l'etichetta Streetwise. Seguirono altri successi quali Trapped nel 1985, numero uno in diversi paesi e I'm Not Gonna let You, brani che lanciarono la sua carriera da solista.
Nel 1995 Trapped fu distribuito in Canada con lo pseudonimo Hell Interface, mentre nel 2006 ne uscì nel Regno Unito una nuova versione intitolata Trapped 2006.
Diventato senzatetto e sofferente di diabete, l'amico Marshall Jefferson lanciò una raccolta fondi in suo aiuto, in quanto negli Stati Uniti d'America non esiste servizio sanitario pubblico.

### Morte
Morì il 24 novembre 2016 all'età di 67 anni. Svariati artisti gli resero omaggio, tra cui John Benitez che scrisse : "È un giorno triste per la comunità della house music." E Jefferson scrisse : "Ho appena saputo della dipartita di Colonel Abrams. Da non dimenticare mai. RIP."

## Discografia

### Album in studio
- 1985 - Colonel Abrams (MCA)
- 1987 - You and Me Equals Us (MCA)
- 1992 - About Romance (Acid Jazz/Scotti Bros.)
- 1996 - Make a Difference (Music USA)

### Raccolte
- 1999 - Best of Colonel Abrams (Universal Special Products)
- 2010 - Strapped: The Best of the Remixes  (Famous)

### Singoli
| 1984                                                              | Leave the Message Behind the Door | 73 | —  | —  | —  | —  | —  |             | N.D.                 |
| 1984                                                              | Music Is the Answer               | —  | 11 | —  | —  | —  | 84 |             | N.D.                 |
| 1985                                                              | Trapped                           | 20 | 1  | 13 | 4  | 11 | 3  | - BPI: Gold | Colonel Abrams       |
| 1985                                                              | The Truth                         | 78 | 1  | —  | —  | —  | 53 |             | Colonel Abrams       |
| 1986                                                              | I'm Not Gonna Let you             | 7  | 1  | —  | 14 | —  | 24 |             | Colonel Abrams       |
| 1986                                                              | Over and Over                     | 68 | 45 | —  | —  | —  | —  |             | Colonel Abrams       |
| 1986                                                              | Speculation                       | —  | 15 | —  | —  | —  | —  |             | Colonel Abrams       |
| 1987                                                              | How Soon We Forget                | 6  | 1  | —  | —  | —  | 75 |             | You and Me Equals Us |
| 1987                                                              | Nameless                          | 54 | —  | —  | —  | —  | —  |             | You and Me Equals Us |
| 1988                                                              | Soon You'll Be Gone               | —  | —  | —  | —  | —  | —  |             | You and Me Equals Us |
| 1990                                                              | Bad Timing                        | —  | —  | —  | —  | —  | —  |             | N.D.                 |
| 1992                                                              | You Don't Know (Somebody Tell Me) | 58 | —  | —  | —  | —  | —  |             | About Romance        |
| 1992                                                              | When Somebody Loves Somebody      | 70 | —  | —  | —  | —  | —  |             | About Romance        |
| 1992                                                              | Never Be Another One              | —  | 22 | —  | —  | —  | —  |             | About Romance        |
| 1993                                                              | I'm Caught Up                     | —  | —  | —  | —  | —  | —  |             | Make a Difference    |
| 1994                                                              | Get with You                      | —  | —  | —  | —  | —  | —  |             | Make a Difference    |
| 1994                                                              | So Confused                       | —  | 15 | —  | —  | —  | —  |             | Make a Difference    |
| 1995                                                              | So Proud                          | —  | —  | —  | —  | —  | —  |             | N.D.                 |
| 1995                                                              | As Quiet as It's Kept             | —  | —  | —  | —  | —  | —  |             | Make a Difference    |
| 1998                                                              | Heartbreaker                      | —  | —  | —  | —  | —  | —  |             | N.D.                 |
| "—" indica non classificato o non distribuito in quel territorio. |                                   |    |    |    |    |    |    |             |                      |